# لیروی براون (ورزشکار)
لیروی براون (انگلیسی: Leroy Brown; ۱ ژانویهٔ ۱۹۰۲ – ۲۱ آوریل ۱۹۷۰) ورزشکار دو و میدانی اهل ایالات متحده آمریکا بود.